# Microcylloepus pusillus
Microcylloepus pusillus är en skalbaggsart som först beskrevs av Leconte 1852.  Microcylloepus pusillus ingår i släktet Microcylloepus och familjen bäckbaggar.

## Underarter
Arten delas in i följande underarter:
- M. p. pusillus
- M. p. aptus
- M. p. lodingi
- M. p. perditus
- M. p. similis